# Туровский, Владимир Леонидович
Владимир Леонидович Туровский (род. 11 мая 1953; Львов) — советский, канадский писатель-прозаик, юморист

, эмигрировал в Канаду, где открыл газету «Наша Канада».

## Биография
Родился в 1953 году городе Львове, УССР. В средней школе учился неважно, в девятом классе был даже исключён за неудовлетворительные оценки. Поступил в музыкальное училище, затем в консерваторию.
Печататься начал с 1982 года практически во всех центральных газетах и журналах — «Студенческий Меридиан», «Собеседник», «Литературная Газета», «Огонёк», «Альманах Поэзия», «Москва», «Аврора» и так далее.
В 1990 году уехал в Израиль. Зарабатывал на жизнь тем, что играл на улице на скрипке, в перерывах вёл страничку юмора в «Новой Панораме».
В 1995 году эмигрировал в Канаду.
В 2001 году в городе Торонто открыл газету «Наша Канада».

## Произведения
- Афоризюминки — Миниатюры, 10.08.2003
- Первая — Миниатюры, 06.08.2005
- Евреи — Юмористическая проза, 29.05.2007
- Остров эмиграция — Ироническая проза, 31.05.2007
- Торонто — зарисовочки с натуры — Миниатюры, 02.06.2007
- Сила рекламы — Юмористическая проза, 03.06.2007
- Из записок… — Миниатюры, 05.06.2007
- Все о Кукуеве — Миниатюры, 07.06.2007
- Вопросы без ответов — Миниатюры, 08.06.2007
- Секрет счастья — Ироническая проза, 10.06.2007
- Биологическое время — Ироническая проза, 12.06.2007
- Из школьных сочинений — Миниатюры, 14.06.2007
- Реституция — Фельетоны, 16.06.2007
- Нищенство, как форма существования — Ироническая проза, 05.07.2007
- Собачье дело — Фельетоны, 07.07.2007
- Такой нормальный канадойл — Фельетоны, 08.07.2007
- Полтора часа из жизни дворника — Юмористическая проза, 13.07.2007
- Больной вопрос — Ироническая проза, 20.07.2007
- Как найти работу в Канаде — Юмористическая проза, 27.07.2007
- Как открыть бизнес в Канаде — Юмористическая проза, 28.07.2007
- Пиво и резинка — Фельетоны, 30.07.2007
- Дай миллион! — Юмористическая проза, 08.08.2007
- Великая инвентаризация — Ироническая проза, 12.08.2007
- Простая арифметика — Фельетоны, 17.08.2007
- Дилетанты — Ироническая проза, 26.08.2007
- Грязная работа — Публицистика, 02.09.2007
- Домик на земле — Публицистика, 05.09.2007
- Страна победившего нетворкинга — Юмористическая проза, 07.09.2007
- Босс — Юмористическая проза, 16.09.2007
- Пустота номер четырнадцать — Юмористическая проза, 18.09.2007
- Свойства Памяти — Фельетоны, 19.09.2007